# Алайя Бандлс
Алайя Бандлс (нар. 7 червня 1952) — американська журналістка.

## Сім'я та раннє життя
Бандлс виросла в Індіанаполісі в сім'ї бізнесменів, які належали до афро-американського вищого класу. Вона була названа на честь своєї прабабусі Алелії Вокер (1885—1931), яка була центральною фігурою ренесансу Гарлема і яка в свою чергу була дочкою мадам Сі Джей Вокер, підприємці початку 20 століття, мецената та піонера галузі догляду за волоссям. Мати Бандлс, Алелія Мей Перрі Бандлс (1928—1976), була віце-президентом у родинному бізнесі, Виробничій компанії Мадам Сі Джей Вокер, а також активно займалася політикою у демократичному руслі. Її батько, Генрі Бандлс Молодший (1927—2019), був виконавчим директором-засновником та тривалий час президентом Центру розвитку лідерства. У 1957 році, після тимчасової роботи на посаді генерального менеджера продаж компанії Вокер, він став президентом Summit Laboratories (іншого виробника засобів по догляду за чорним волоссям), де й працював до середини 1970-х. Також він очолював фонд Індіанаполісу по розвитку бізнесу, багато років був директором фестивалю Індіанаполіс 500 і був у виконкомі Конвенції Індіанаполісу.
Інтерес до писемності у Бандлс з'явися ще в початковій школі. У 1967 році вона була призначена головним редактором газети «Hi-Lights», у Westlane Junior High School, отримала кілька відзнак, у тому числі й нагороди за перші місця від Асоціації журналістів Columbia Scholastic, Асоціації журналістів Indiana High School та Quill and Scroll. У 1970 році Бандлс закінчила Північну центральну середню школу (Індіанаполіс) як відмінниця. Вона була співредактором Northern Lights, віцепрезидент студентської ради та головою Ради з питань людських відносин. У 1974 році Бандлс закінчила Гарвардський коледж. Її ввели в групу Альфа-Йота Гарвардського товариства Фі Бета Каппа. Бандлс отримала ступінь магістра у Вищій школі журналістики Колумбійського університету в 1976 році.

## Кар'єра
Вона колишній продюсер і виконавчий директор ABC News, обіймала посаду директора з розвитку талантів у Вашингтоні, округ Колумбія та Нью-Йорку, а також була продюсером World News Tonight з Пітером Дженнінгсом. До того, як приєднатися до ABC News, вона була продюсером NBC News у Нью-Йорку, Х'юстоні та Атланті для The Today Show та NBC Nightly News з Томом Брокау . Також вона була продюсером у Вашингтоні, округ Колумбія, для двох журнальних програм NBC, які вели Коні Ченг та Роджер Маддом протягом 1980-х років.
Її «On Her Own Ground: The Life and Times of Madam C. J. Walker (Скрібнер, 2001)» була названа «Визначною книгою» Нью-Йорк Таймс у 2001 році та отримала премію Асоціації істориків-чорношкірих 2001 року за найкращу книгу з історії чорних жінок. У 2017 році Zero Gravity Management обрали On Her Own Ground для телесеріалу з головним призером Academy Award Октавією Спенсер у головній ролі, яка разом з тим є продюсером проекту.
Її біографія для підлітків, Madam C. J. Walker: Entrepreneur (Chelsea House, 1991), отримала американську книжкову премію у 1992 р. від Before Columbus Foundation.
Вона є довіреною особою Колумбійського університету. Обіймала посаду президента Ради директорів Національного фонду архівів з 2011 по 2017 рік.
Вона є членом дорадчої ради Бібліотеки Шлезінгера при інституті підвищення кваліфікації Редкліфа Гарвардського університету, а також колишнім членом комітету з номінації Harvard Alumni Association. Вона була президентом Асоціації випускників коледжу Редкліффа з 1999 по 2001 рік. Вона була віцеголова Асоціації випускників Колумбії і очолювала дорадчий комітет випускників школи журналістики Колумбії 2006 року щодо реструктуризації організації випускників школи.
Будучи біографом мадам Сі Джей Вокер, вона підтримує сімейний архів Мадам Вокер та ділиться її спадщиною у виступах, статтях та різних громадських проєктах. Вона є консультантом та історичним радником Madam C. J. Walker Beauty Culture, лінійки засобів по догляду за волоссям, яка розроблена фірмою Sundial Brands.

## Список робіт
- On Her Own Ground: The Life and Times of Madam C. J. Walker (Scribner, 2001)
- Madam C. J. Walker: Entrepreneur (Chelsea House, 1991; перевидано 2008)
- Madam Walker Theatre Center: An Indianapolis Treasure (Аркадія, 2013)
- Foreword to Selected Speeches of Barack Obama (Національний архів, 2017 р.)
- All about Madam C. J. Walker (Cardinal Publishing, 2018)
- «The Armor We Still Need» (есе) у The Burden: African Americans and the Enduring Impact of Slavery (Wayne State University Press, 2018)
- Статті «Madam C. J. Walker» та «A'Lelia Walker» у African American National Biography Генрі Луїса Гейтса та Евелін Хіггінботтом.
- Стаття «Madam C. J. Walker» у Black Women in America Дарліни Кларк Хайнс.

## Нагороди
- duPont Gold Baton (ABC News 1994)[28]
- Американська книжкова премія 1992[29] для Madam C. J. Walker: Entrepreneur (Chelsea House, 1991)
- Нью-Йорк Таймс «Визначна книга» для On Her Own Ground: The Life and Times of Madam C. J. Walker 2001 р.[30]
- Чорний Кавказ Американської асоціації бібліотек «Почесна книга 2002 р.»[31]
- Визначні нагороди для випускників від Гарвардського університету, Коледжу Редкліффа (2004) та Колумбійського університету (2007)[25]
- Почесний доктор наук, Університет Індіани, 2003 р.[32]
- Зала слави, Північна центральна середня школа (Індіанаполіс)[14]
- Американська академія мистецтв і наук, 2015 р.[33]
- Почесний докторат, 2016 р. Коледж Вілсона[34]
- Стипендіат MacDowell Colony, 2017 р.[35]